# 王逢贤
王逢贤（1928年—2013年），男，辽宁大连人，中国教育学家，曾任东北师范大学教授、博士生导师。

## 著作
- 《中小学爱国主义共产主义教育引论》
- 《德育新论》
- 《学与教的原理》
- 《优教与忧思》

## 荣誉
- 获中宣部“五个一工程”奖
- 全国首届教育科学优秀成果一等奖
- 普通高校人文社会科学优秀成果一等奖
- 国家社会科学基金项目优秀成果三等奖
- 全国中小学德育先进工作者